# Yilkiqi (sockenhuvudort i Kina, Xinjiang Uygur Zizhiqu, lat 37,96, long 77,25)
Yilkiqi är en sockenhuvudort i Kina. Den ligger i den autonoma regionen Xinjiang, i den nordvästra delen av landet, omkring 1 100 kilometer sydväst om regionhuvudstaden Ürümqi. Antalet invånare är 14 869. Befolkningen består av 7 337 kvinnor och 7 532 män. Barn under 15 år utgör 28,0 %, vuxna 15-64 år 66 %, och äldre över 65 år 4,0 %.
Runt Yilkiqi är det glesbefolkat, med 14 invånare per kvadratkilometer. Det finns inga andra samhällen i närheten. Trakten runt Yilkiqi består till största delen av jordbruksmark.
Genomsnittlig årsnederbörd är 100 millimeter. Den regnigaste månaden är november, med i genomsnitt 20 mm nederbörd, och den torraste är april, med 2 mm nederbörd.